# Oumar Gonzalez
Oumar Gonzalez (Duala, 25 de febrero de 1998) es un futbolista camerunés que juega en la demarcación de defensa para el Al-Raed F. C. de la Liga Profesional Saudí.

## Selección nacional
El 10 de junio de 2023 hizo su debut con la selección absoluta en un encuentro contra México que finalizó con un resultado de empate a dos tras los goles de Israel Reyes y Kevin Álvarez para México, y de Bryan Mbeumo y Karl Toko Ekambi para Camerún.

## Clubes
| Club                                   | País           | Año       | Partidos | Goles |
| -------------------------------------- | -------------- | --------- | -------- | ----- |
| F. C. Metz II                          | Francia        | 2015-2016 | 11       | 1     |
| SAS Épinal (cedido)                    | Francia        | 2016-2017 | 28       | 2     |
| Rodez AF (cedido)                      | Francia        | 2017-2018 | 13       | 1     |
| F. C. Villefranche Beaujolais (cedido) | Francia        | 2018-2019 | 35       | 2     |
| F. C. Chambly Oise II                  | Francia        | 2019      | 1        | 0     |
| F. C. Chambly Oise                     | Francia        | 2019-2021 | 42       | 2     |
| A. C. Ajaccio                          | Francia        | 2021-2023 | 66       | 3     |
| Al-Raed F. C.                          | Arabia Saudita | 2023-     | 62       | 6     |